# Osiedle Kolejowe (Skarżysko-Kamienna)
Osiedle Kolejowe – osiedle administracyjne Skarżyska-Kamiennej, usytuowane w centralnej części miasta.
Osiedle obejmuje tereny na północ od torów kolejowych, w rejonie Alei Tysiąclecia. Znajduje się tu m.in. Park Miejski, Stadion Skarżysko-Kamienna, Dom Pomocy Społecznej i ogródki działkowe.

## Zasięg terytorialny
Osiedle obejmuje następujące ulice: Bankowa; Leśna; Aleja Niepodległości od nr 70 do końca (parzyste) i od nr 79 do nr 121 (nieparzyste); Aleja Marszałka J. Piłsudskiego od nr 52 do nr 60 (parzyste).